# Agave garciae-mendozae
Agave garciae-mendozae ist eine Pflanzenart aus der Gattung der Agaven (Agave). Ein englischer Trivialname ist „Garcia-Mendoza´s Agave“.

## Beschreibung
Agave garciae-mendozae wächst solitär oder mit spärlichen Ausläufern mit einer Wuchshöhe von 75 bis 130 cm und ist 100 bis 175 cm breit. Die dunkelgrünen bis bläulichen, fleischigen, lanzettenförmigen Blätter sind 30 bis 80 cm lang und 6 bis 13 cm breit. Die hornigen Blattränder sind unregelmäßig kräftig gezahnt. Der graue Enddorn wird 2,5 bis 5 cm lang.
Der rispige, gerade Blütenstand wird 3 bis 5,5 m hoch. Die gelben bis hellgrünen Blüten erscheinen am oberen Teil des Blütenstandes und sind 25 bis 40 mm lang. Die Blütenröhre ist 1,5 bis 2,5 mm lang. Die länglichen bis elliptischen dreikammerigen Kapselfrüchte sind 15 bis 20 mm lang und 8 bis 10 mm breit. Die schwarzen, mondförmigen Samen sind 3 bis 5 mm lang und 2 bis 2,8 mm breit.
Die Blütezeit reicht von Juni bis August.

## Systematik und Verbreitung
Agave garciae-mendozae ist in Mexiko in den Bundesstaaten Hidalgo, Queretaro und San Luis Potosí im Rio-Moctezuma-Becken verbreitet. Sie wächst weit verstreut an Kalksteinhängen, in trockenen Canyons und in Waldland in 1800 bis 2350 m Höhe. Sie ist vergesellschaftet mit Mammillaria-Arten und zahlreichen Sukkulentenarten.
Die Erstbeschreibung durch Raquel Galván Villanueva und Luis Hernández-Sandoval ist 2002 veröffentlicht worden.
Agave garciae-mendozae ist ein Vertreter der Gruppe Marginatae. Typisch sind die offenen Rosetten mit den steifen Blättern und den hornigen, gezahnten Blatträndern. Der taxonomische Status ist umstritten. Zur Bestimmung wurden u. a. charakteristische, unterschiedliche Eigenschaften (Rosette, Blatt- und Blütenstruktur) der weiteren Vertreter der Marginatae-Gruppe, Agave horrida und Agave kerchovei herangezogen. Gleichwohl ähnelt sie den Marginatae-Vertretern Agave lophantha ebenso wie Agave univittata. Es besteht Bedarf für weitere Untersuchungen.

## Nachweise
- H. F. Magallan: Agavaceae from Queretaro. Licenciate thesis. Univ. Aut. of Queretaro, Mexico 1998.